# بازار کیان اهواز
بازار کیان اهواز بازاری خیابانی در اهواز است که ۳۰ سال قدمت دارد و شامل 2 بخش بزرگ :تره بار و خشک بار می‌باشد  و از آن زمان که تنها شامل چند میوه فروشی بود تا کنون بسیار گسترش یافته‌است و بسیار پررفت و آمد و معروف شده‌است و و در حال حاضر از بزرگترین و مشهورترین بازارهای استان خوزستان می‌باشد . 